# مارچینوو (استان لوبلین)
مارچینوو (به لاتین: Marcinów) یک روستا در لهستان است که در ابرامو، بخش لوبارتاو واقع شده‌است. مارچینوو ۲۵۷ نفر جمعیت دارد.